# Коваль Віталій Станіславович
Віталій Станіславович Коваль (нар. 28 липня 1981, Березне, Рівненська область, УРСР) — підприємець, політик, міністр аграрної політики та продовольства України (5 вересня 2024–17 липня 2025), віцепрезидент Асоціації спортивної боротьби України. Член Національного олімпійського комітету України. Почесний доктор університету «Острозька академія». Голова Фонду державного майна України (2023-2024).

## Життєпис
Батько Віталія Коваля — Заслужений тренер України з греко-римської боротьби Станіслав Коваль.
Закінчив ЗОШ № 1 в м. Березне на Рівненщині.
Закінчив Тернопільську академію народного господарства (нині - Західноукраїнський національний університет) (фах «Банківська справа», спеціальність «економіст», магістр). MBA (Master of Business Administration) Львівської бізнес-школи Українського католицького університету, член академічної ради UCU Business School. Закінчив Aspen Institute Kyiv.
Володіє англійською та польською мовами.
2004—2006 — працював у банківській сфері. 2006—2019 — очолював підприємства в аграрній, транспортній та будівельній галузях.
2004—2006 — у кредитному департаменті ВАТ «Укргазбанк». З 2008—2009 — директор ТОВ «Пробанк Консалт», Вишневе (Київська область).
2012—2014 — гендиректор ТзОВ «Інвесттрейдсервіс», Київ. З 2014 року — гендиректор ТзОВ «Санако» (Київ), з 2015 року — гендиректор «ВВВ Монтаж» (Київ).
Кандидат у майстри спорту з греко-римської боротьби. Перший віцепрезидент Всеукраїнської федерації греко-римської боротьби.
Кандидат у мери Рівного від партії «Слуга народу».
З 9 вересня 2019 року Голова Рівненської обласної державної адміністрації
З 24 лютого 2022 року до 21 листопада 2023 — керівник Рівненської обласної військової адміністрації.
21 листопада 2023 року Верховна Рада призначила Віталія Коваля на посаду голови Фонду державного майна України.
5 вересня 2024 року Віталій Коваль був призначений міністром аграрної політики та продовольства.

## Особисте життя
Одружений, виховує двох доньок.

## Нагороди
- Нагрудний знак «Знак пошани». Наказ Президії Центральної Ради Всеукраїнської професійної спілки працівників органів Державної податкової служби України від 02.07.2021 р.
- Відзнака МО України медаль «За сприяння Збройним Силам України». Наказ Міністра оборони України від 13.05.2022 р. № 363.
- Почесна відзнака «На славу Буковини». Розпорядження Чернівецької обласної державної адміністрації від 15.06.2022 р. № 838-р.
- Нагрудний знак «Вірний Україні». Посвідчення за підписом командира ВЧ А7032 від. 16.06.2022 р.
- Нагрудний знак Почесна відзнака Командувача військ оперативного командування «Захід». Посвідчення за підписом Командувача військ оперативного командування «Захід» від 16.06.2022 р.
- Нагрудний знак "Почесна відзнака Управління Служби безпеки України у РІвненській області. Наказ начальника Управління Служби безпеки України у РІвненській області від 22.08.2022 р. № 58.
- Почесний нагрудний знак Головнокомандувача Збройних Сил України «За сприяння війську». Наказ Головнокомандувача Збройних Сил України від 30.11.2022 р. № 1739.